# Neokneiffia
Neokneiffia is een monotypisch geslacht in de familie Meruliaceae. Het geslacht bevat alleen de soort Neokneiffia sulphurella.